# Franco CFA da África Ocidental
O Franco CFA da África Ocidental (em francês : franco CFA ou simplesmente franco , código ISO 4217 : XOF) é a moeda de oito estados independentes que abrange uma área de 3.500.000 quilômetros quadrados na África Ocidental: Benim, Burquina Fasso, Costa do Marfim, Guiné-Bissau, Mali, Níger, Senegal e Togo. A sigla "CFA" correspondem a Communauté Financière d'Afrique (Comunidade Financeira Africana). O Banco Central dos Estados da África Ocidental (BCEAO) é responsável pela emissão de notas e moedas. Baseia-se em Dacar, a capital senegalesa, e representa os membros da Comunidade Econômica dos Estados da África Ocidental (UEMOA). O franco é dividido em 100 centavos, mas nunca foram cunhadas moedas dessas denominações.

## História
O franco CFA foi introduzido pela primeira vez em 1945 nas colônias francesas na África, substituindo o franco da África Ocidental Francesa. As primeiras colônias e territórios a usar o novo franco foram Costa do Marfim, Daomé (atual Benim), Sudão Francês (atual Mali), Mauritânia, Níger, Senegal, Togo e Alto Volta (atual Burquina Fasso). A moeda continuou a ser utilizada após a independência desses territórios, exceto Mali, que substituiu o franco CFA para o seu próprio franco em 1961. Em 1973, a Mauritânia substituiu o franco CFA pelo Uguia com uma taxa de câmbio de 1 MRO = 5 XOF. Em 1984 Mali readotou novamente com a taxa de câmbio do franco CFA 2 MLF = 1 XOF. A ex-colônia portuguesa de Guiné-Bissau adotou o franco CFA em 1994, substituindo o peso com uma taxa de câmbio de 1 XOF = 65 GWP.

## Moedas
Em 1948, foram introduzidas moedas de alumínio de 1 e 2 francos. Estes foram seguidos em 1956 por moedas de alumínio-bronze 5, 10 e 25 francos. Tudo levou o nome Afrique Occidentale Française. Em 1957, moedas de 10 e 25 francos foram emitidas com o nome de Togo. A partir de 1959, as moedas foram emitidas pelo BCEAO.
Moedas de níquel de 100 francos foram introduzidos em 1967, seguido por as moedas de 50 francos cupro-níquel em 1972. Pequenas, moedas de aço de 1 franco foram introduzidos em 1976 (até 1995), seguido por bimetálicos 250 francos em 1992 (golpeado até 1996). Em 2003 moedas bimetálicas de, 200 e 500 francos foram introduzidas.